# Parroquia de Saint Thomas (Barbados)
Saint Thomas es una parroquia de Barbados situada en el centro de la isla. Aporta un escaño a la Asamblea de Barbados.
- Datos: Q1647432
- Multimedia: Saint Thomas, Barbados / Q1647432